# 背甲目
背甲目（学名：Notostraca），其下僅有鲎虫科一科，俗称“恐龍蝦”、“蝌蚪虾”或“盾虾”，其下鲎虫属和鳞尾虫属两属。本科在形態演化上具有高度的保守性，自三叠纪以来在外形上都没有发生过显著的变化。鲎虫有着宽阔、平坦的背甲，甲下埋藏着鲎虫的头部，头上有一对复眼。鲎虫的腹部很长，呈节状，生有多对扁平足。尾节的两侧是一对细长的尾叉。群间的表型可塑性及繁殖模式的變異性導致種間辨識困難。鲎虫性杂食，生活在暂时性水池和浅塘的底部。

## 描述

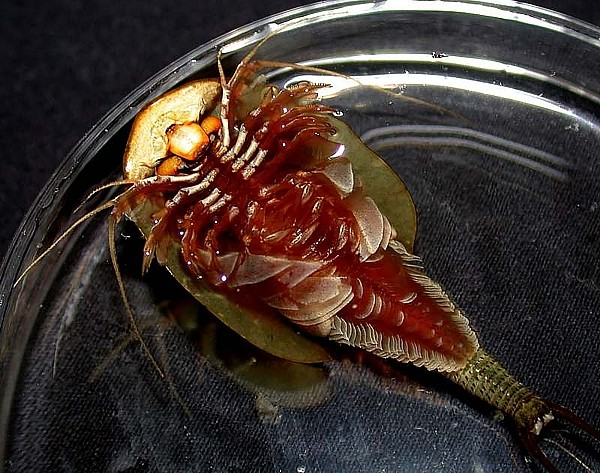
Triops australiensis 的腹面，生有多對鰓足。

背甲目體長約2~10公分，身體前側生有寬大的背甲，後側為修長的腹部，外觀類似蝌蚪，因而得名「蝌蚪蝦」，背甲上下扁平，表面光滑，不具吻突；頭部背側生有兩個複眼，不具眼柄；生有兩對退化的觸角，有些物種觸角消失；生有一對不分節不具副肢的大顎。
軀幹由無數「體環（body rings）」組成，體環類似體節，但其分節較不明顯，第一到第七體環為胸部，每環生有一對足，第七體環生有生殖孔，雌性生殖孔特化成「育幼囊（brood pouch）」，第一對或前兩對足形態與其他足相異，其功能可能是感知外界。
其他部位為腹部，體環數量因個體、物種而異，每一體環上的足對數多變，最高可達一節六對足，越靠近末端的足越小，最後一節沒有足。
腹部末端生有尾節還有一對細長的尾毛，尾毛具有多個關節，尾節的形態因屬而異，鱗尾蟲屬（Lepidurus）的尾毛之間生有一個圓形的凸出物，鱟蟲屬（Triops）則無。

## 生命週期

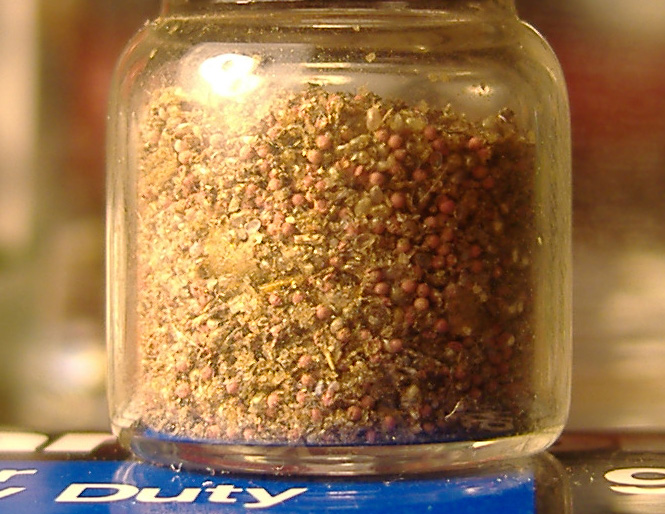
湖底層積物，其中粉紅色的是Triops longicaudatus 的卵。

背甲目繁殖方式多變，同個物種甚至會擁有不同繁殖方式，有些行有性生殖，有些行孤雌生殖，有些則兩者兼具，因此雄性個體的數量因情況而異，在行孤雌生殖的群落中，雄性不具陰莖，它們從一個構造簡單的孔排出精子，雌性將卵排出體外並攜帶在杯狀的育幼袋中，過段時間後產下，幼體不行變態。

## 生態與分布
背甲目為雜食性，取食魚及仙女蝦等小型動物，全球廣布，棲息在淡水、半鹹水、鹹水域中，如湖、泥炭沼、高沼地中。在加州，三眼恐龍蝦（Triops longicaudatus）被當成害蟲，因為它們會攪動稻田的底層物質，讓種子照不到陽光。

## 化石與演化
背甲目化石紀錄橫跨的時間尺度大，且分布廣泛，最早可追溯至石炭紀，2億5千萬年來形態並沒有太大的變化，因此被稱作活化石。
哈萨克鲎虫目（Kazacharthra）年代介於三疊紀至侏儸紀之間，分布於哈薩克和中國西方，其親緣關係極為接近背甲目，甚至有可能是背甲目之下的成員。
背甲目最重要的自衍徵是：所有的成員底棲於含沉積物的封閉水域，取食底層的小顆粒，獵食小型動物，而不是棲息於開放水域，以濾食為生。很多相關的形態變化圍繞著該特徵產生，例如相較於背甲目的近緣種，它們的體型較大；雖然能將背甲目物種分為兩瓣的痕跡還保留著，但是閉合肌（Adductor muscle）早已完全消失，因此背甲目不具閉合甲殼的能力；相較於其他鰓足綱物種癒合成一個的複眼，背甲目兩個分開的複眼是祖徵。

## 分類
背甲目下轄單科鱟蟲科（Triopsidae）兩屬鱟蟲屬（Triops）和鱗尾蟲屬（Lepidurus）。
表型可塑性導致背甲目物種分辨困難，很多物種是根據形態差異而發表的，1950年代，物種數已達70種。背甲目兩次重要的重整分別是1952年由 Linder和1955年由 Longhurst，他們把大部分的物種都同物異名了，最後只剩下2屬11種，這種分類方式在接下來的數十年內被廣為接受，甚至被奉為圭臬。近期的分子生物學研究顯示，這11個物種中包含了大量生殖隔離的族群。

## 延伸閱讀
- 三葉蟲

## 外部連結
- ARKive网的Triops cancriformis媒体资料
- L. D. Godfrey & L. A. Espino. . UC Pest Management Guidelines. University of California, Davis. February 2009  [2019-02-06]. （原始内容存档于2016-03-05）.
- 維基物種上的相關：背甲目